# إسماعيل عبد الله
إسماعيل عبد الله (15 نوفمبر 1963) مسرحي وإعلامي إماراتي. حصل على بكالوريوس القانون والإدارة العامة جامعة الإمارات عام 1985م. فازت مسرحيته (رحل النهار) وهي من إخراج محمد العامري، بجائزة الدورة الثالثة عشرة لمهرجان المسرح العربي في مدينة الدار البيضاء بالمغرب.

## في المسرح
- رئيس جمعية المسرحيين بدولة الإمارات منذ 2007 إلى الآن.
- رئيس مهرجان الإمارات لمسرح الطفل من دورته الثالثة عام 2007 إلى الآن.
- رئيس مجلس الأمناء والأمين العام لـ الهيئة العربية للمسرح منذ 2008 إلى الآن.
- مدير مهرجان المسرح العربي من 2009 إلى الآن.
- رئيس مهرجان الإمارات للمسرح الجامعي 2010 إلى الآن.
- مدير المهرجان المسرحي الخليجي الثاني للأشخاص ذوي الإعاقة 2011.
- عضو مجلس أمناء أكاديمية الشارقة للفنون الأدائية 2019.
- ترأس فريق العمل لتأسيس الهيئة العربية للمسرح منذ 4/6/2007، إلى أن تم تأسيسها في 10/1/2008.
- ترأس فريق العمل لإعداد الاستراتيجية العربية للتنمية المسرحية وتم إطلاقها واعتمادها من وزراء الثقافة العرب، يناير 2015 – الرياض
- ترأس فريق العمل لإعداد إستراتيجية تنمية وتطوير المسرح المدرسي في الوطن العربي والتي تم اعتمادها في 3 يونيو 2015.
- عضو اللجنة الاستشارية لمهرجان دبي لمسرح الشباب 2008، 2009، 2010.
- عضو اللجنة العليا المنظمة لأيام الشارقة المسرحية منذ 2007 إلى الآن.
- أسس فرقة مسرح خورفكان الشعبي 1979.
- ساهم في تأسيس المسرح الحر بجامعة الإمارات عام 1981م
- ساهم في تأسيس مسرح الطليعة بخورفكان 1986م
- عضو في اللجنة العليا الدائمة لدول مجلس التعاون الخليجي للفرق المسرحية الأهلية منذ تأسيسها ولغاية عام 1996 .
- عضو الهيئة الإدارية لمسرح أبو ظبي.

## في الإذاعة والتلفزيون
- عمل في بداية تخرجه من الجامعة عام 1985 مذيعاً ومعد برامج بتلفزيون أبو ظبي.
- عُيّن عام 1989 كبيراً للمذيعين في تلفزيون أبو ظبي.
- عُيّن عام 1994 نائباً لمدير تلفزيون أبو ظبي ولغاية 1996.
- عُيّن عام 1997 مديراً لتلفزيون أبو ظبي ولغاية 2001
- عُيّن عام 2001 مديراً لإذاعة وتلفزيون أبو ظبي ولغاية العام 2003.
- ترأس فريق العمل كمدير للتلفزيون تحت قيادة سمو الشيخ عبد الله بن زايد آل نهيان في إطلاق قناة الإمارات 2/12/1999م، وقناة أبو ظبي الجديدة في 30/1/2000.

## المسرح

### إسماعيل عبد الله والتمثيل
- مسرحية الغواص واليريور
- مسرحية أشواك على درب الفرح
- مسرحية لا يا نهم
- مسرحية الملك هو الملك
- مسرحية غريب بن خلفان
- مسرحية غلط × غلط
- مسرحية الطوفة
- مسرحية الأعرج والمرآه
- مسرحية الصراخ
- مسرحية الأرض بتتكلم أوردو
- مسرحية الوزير العاشق
- مسرحية للأرض سؤال
- مسرحية عطس وفطس

### إسماعيل عبد الله والإخراج
- مسرحية الصراخ عام 81
- مسرحية الأرض بتتكلم أوردو عام 83
- مسرحية الملك هو الملك عام 85
- مسرحية حكاية لم تروها شهرزاد عام 88

## التأليف والكتابات الأدبية والفنية

### إسماعيل عبد الله والكتابة للمسرح
1. مسرحية أوه يا مال
2. مسرحية راعي البوم عبّرني
3. مسرحية البشتخته
4. مسرحية غصيت بك يا ماي
5. مسرحية زمان الكاز
6. مسرحية ليلة مقتل العنكبوت
7. مسرحية بقايا جروح
8. مسرحية مولاي يا مولاي
9. مسرحية قوم عنتر
10. مسرحية بين يومين
11. مسرحية البقشة
12. مسرحية مجاريح - (تمت ترجمتها إلى اللغة الإنجليزية).
13. مسرحية خبز خبزتو
14. مسرحية اللّوال
15. مسرحية صرخة
16. مسرحية ميادير
17. مسرحية انفجار «العرس الأكبر».
18. مسرحية أصايل
19. مسرحية حرم معالي الوزير (إعداد).
20. مسرحية عرب وين طمبورة وين (إعداد).
21. مسرحية الذي نسي أن يموت.
22. مسرحية حاميها حراميها (إعداد).
23. مسرحية السلوقي.
24. مسرحية حرب النعل
25. مسرحية زهرة مهرة
26. مسرحية التريلا
27. مسرحية البوشيّة
28. مسرحية صهيل الطين
29. مسرحية خلطة ورطة
30. مسرحية لا تقصص رؤياك
31. مسرحية موّال حدّادي.
32. مسرحية سيمفونية الموت والحياة.
33. مسرحية أشوفك.
34. مسرحية رحل النهار.
35. مسرحية شوارع خلفية.
36. مسرحية زغْنبوت.
37. مسرحية كيف نسامحنا؟!

### إسماعيل عبد الله والكتابة للتلفزيون
- مسلسل «لو أني أعرف خاتمتي» – ثلاثون حلقة.
- مسلسل«خيانة وطن»- ثلاثون حلقة.
- مسلسل «الشهد المر» - ثلاثون حلقة.
- مسلسل «الزقوم» - ثلاثون حلقة.
- مسلسل "بوحظين" - ثلاثون حلقة.
- مسلسل "شغاب" - ثلاثون حلقة

### إسماعيل عبد الله والكتابة للسينما
- فيلم المنسية 2008
- فيلم الميزان 2009

### كتب للإذاعة
- مسلسل «غربة بلا عنوان» في ثلاثين حلقة – إذاعة أبو ظبي.
- مسلسل «الطيار» في ثلاثين حلقة – إذاعة أبو ظبي.
- مسلسل «مراسي الأمان» - إذاعة أبو ظبي.
- قام بإعداد وتقديم العديد من البرامج الإذاعية لإذاعة أبو ظبي.

## الجوائز التي حصل عليها

### في المسرح

#### المسرح الإماراتي
- جائزة الشارقة للتأليف المسرحي 2005 عن مسرحية ليلة مقتل العنكبوت.
- جائزة أفضل نص في أيام الشارقة المسرحية 2005 عن مسرحية بقايا جروح.
- جائزة أفضل نص في أيام الشارقة المسرحية 2006 عن مسرحية مولاي يا مولاي.
- جائزة أفضل نص في أيام الشارقة المسرحية 2007 عن مسرحية البقشة.
- جائزة أفضل نص مسرحي في أيام الشارقة المسرحية 2008 عن مسرحية صرخة.
- الجائزة الأولى في مسابقة الشارقة للتأليف المسرحي 2008، عن مسرحية انفجار.
- جائزة أفضل نص مسرحي في مهرجان أيام الشارقة المسرحية الدورة التاسعة عشرة 2009 عن مسرحية (ليلة مقتل العنكبوت).
- الجائزة الأولى في مسابقة الشارقة للتأليف المسرحي 2010 عن مسرحية السلوقي.
- جائزة أفضل نص مسرحي في مهرجان أيام الشارقة المسرحية الدورة الحادية والعشرين 2011 عن مسرحية (حرب النعل)
- الجائزة الأولى في مسابقة الشارقة للتأليف المسرحي 2011 عن مسرحية (التريلا).
- جائزة أفضل نص مسرحي في مهرجان أيام الشارقة المسرحية الدورة الثانية والعشرين 2012 عن مسرحية (صهيل الطين).
- جائزة أفضل نص مسرحي في مهرجان أيام الشارقة المسرحية الدورة الثالثة والعشرين 2013 عن مسرحية (التريلا).
- جائزة أفضل نص مسرحي في مهرجان أيام الشارقة المسرحية الدورة الخامسة والعشرين 2015، عن مسرحية (لا تقصص رؤياك).
- جائزة أفضل نص مسرحي في مهرجان أيام الشارقة المسرحية الدورة السابعة والعشرين 2017 عن مسرحية (البوشيّة).
- جائزة أفضل نص مسرحي في مهرجان أيام الشارقة المسرحية الدورة الثامنة والعشرين 2018 عن مسرحية (موّال حدّادي).
- جائزة أفضل نص مسرحي في مهرجان أيام الشارقة المسرحية الدورة الثلاثين 2020 عن مسرحية (سيمفونية الموت والحياة).
- جائزة أفضل نص مسرحي في مهرجان أيام الشارقة المسرحية الدورة الحادية والثلاثين 2022 عن مسرحية (شوارع خلفية).
- جائزة أفضل نص مسرحي في مهرجان أيام الشارقة المسرحية الدورة الثانية والثلاثين 2023 عن مسرحية (زغنبوت).
- جائزة أفضل نص مسرحي في مهرجان أيام الشارقة المسرحية الدولة الثالثة والثلاثين 2024 عن مسرحية (كيف نسامحنا؟!)

#### مهرجان المسرح الخليجي لدول مجلس التعاون
- جائزة أفضل نص في المهرجان المسرحي لدول مجلس التعاون الخليجي (ابوظبي 2003) عن مسرحية (غصّيت بك يا ماي) لدورة الإمارات العربية المتحدة.
- جائزة أفضل نص في المهرجان المسرحي لدول مجلس التعاون الخليجي (الكويت 2009) عن مسرحية (اللوال) لدولة الإمارات العربية المتحدة.
- جائزة أفضل نص في المهرجان المسرحي لدول مجلس التعاون الخليجي (قطر 2010) عن مسرحية (السلوقي) لدولة الإمارات العربية المتحدة.
- جائزة أفضل نص مسرحي في المهرجان المسرحي لدول مجلس التعاون الخليجي (صلالة 2012) عن مسرحية (صهيل الطين) لدولة الإمارات العربية المتحدة.
- جائزة أفضل نص مسرحي (مناصفة) في المهرجان المسرحي لدول مجلس التعاون الخليجي (الرياض 2024) عن مسرحية (أشوفك) لدولة الإمارات العربية المتحدة.

#### مهرجان الشارقة للمسرح الخليجي
- الدورة الأولى فبراير 2015 – جائزة أفضل نص عن مسرحية (لاتقصص رؤياك) لدولة الإمارات العربية المتحدة.
- الدورة الثالثة فبراير 2019 – جائزة أفضل نص عن مسرحية (مجاريح) لدولة الإمارات العربية المتحدة.
- الدورة الرابعة فبراير 2023 – جائزة أفضل نص عن مسرحية (زغنبوت) لدولة الإمارات العربية المتحدة.

#### المهرجانات الخليجية المحليّة
- جائزة أفضل نص مسرحي في مهرجان المسرح المحلي الكويتي 2012 عن مسرحية (البوشية).
- جائزة أفضل نص مسرحي في مهرجان المسرح المحلي القطري 2012عن مسرحية (البوشية).
- جائزة أفضل نص مسرحي في مهرجان أوال الدولي للمسرح – البحرين 2018 عن مسرحية (البوشية).
- جائزة أفضل نص مسرحي في مهرجان أوال الدولي للمسرح - البحرين 2020 عن مسرحية (ظمأ عطشان) (غصيت بك ياماي)
- قدمت نصوصه المسرحية في العديد من الدول الخليجيّة والعربيّة.

### في السينما
- جائزة السيناريو الأولى عن فيلم (المنسيّة) مهرجان الخليج السينمائي بدبي 2008.
- جائزة السيناريو الأولى عن فيلم (الميزان) مهرجان الخليج السينمائي دبي 2009.

## التكريم
- تم تكريمه في مهرجان المسرح العربي للهواة – الدورة السابعة 2007 – القاهرة.
- تم اختياره شخصية العام المسرحية في الإمارات – 2009.
- تم تكريمه في مهرجان دمشق المسرحي – الدورة الخامسة عشرة 2010 – دمشق.
- تم تكريمه من قبل الأمانة العامة لدول مجلس التعاون الخليجي (وزراء الثقافة) ضمن كوكبة من المبدعين الخليجيين – أبو ظبي 2012.
- تم تكريمه في مهرجان المسرح الأردني 2013.
- تم تكريمه في مهرجان المسرح المدرسي الخليجي السادس – البحرين 2013-2014.
- تم تكريمه في مهرجان البقعة الدولي للمسرح في السودان 2014.
- تم تكريمه في مهرجان المنيا الدولي الأول لمسرح الطفل 2014.
- تم تكريمه من قبل العديد من الفرق المسرحية المحلية والعربية.
- تم اختياره شخصية المهرجان المسرحية المحلية في أيام الشارقة المسرحية – الدورة الخامسة والعشرون 2015.
- تم تكريمه في مهرجان أوال الدولي للمسرح – البحرين 2018.
- تم تكريمه في مهرجان الكويت المسرحي – الكويت 2018.
- تم تكريمه في مهرجان شرم الشيخ الدولي للمسرح  الشبابي – شرم الشيخ 2018
- تم تكريمه من قبل الرئيس الفلسطيني محمود عباس ومنحه وسام الثقافة والعلوم والفنون 2019
- تم تكريمه من قبل الجامعة الأردنية 2021.
- تم تكريمه في مهرجان القاهرة الدولي للمسرح التجريبي (شخصية العام المسرحية 2024) - القاهرة 2024
- تم تكريمه في مهرجان ظفار الدولي للمسرح - ظفار - عُمان 2024

## المشاركات الخارجية والداخلية
- شارك في العديد من المهرجانات المسرحية الخليجية والعربية والدولية وشارك في لجان التحكيم والندوات الفكرية.
- مثل دولة الإمارات في العديد من المؤتمرات والمهرجانات العربية والدولية.
- له العديد من الدراسات في مسرح الإمارات والمسرح العربي.
- شارك في تمثيل العديد من المسلسلات التلفزيونية والإذاعية.